# Perilissus anatinus
Perilissus anatinus är en stekelart som beskrevs av Barron 1992. Perilissus anatinus ingår i släktet Perilissus och familjen brokparasitsteklar. Inga underarter finns listade i Catalogue of Life.